# Universidad Arturo Prat
La Universidad Arturo Prat (UNAP) es una institución de educación superior pública y tradicional de Chile, cuya casa central se ubica en la ciudad de Iquique, Región de Tarapacá.
En esta institución se imparten 45 carreras de pregrado (incluyendo 12 programas de ingreso especial para trabajadores), 10 diplomados y postítulos, y 15 programas de posgrado. Es una de las dieciocho universidades del Consorcio de Universidades del Estado de Chile y es miembro de la Agrupación de Universidades Regionales de Chile, la cual pertenece al Consejo de Rectores de las Universidades Chilenas.
Actualmente se encuentra acreditada por la Comisión Nacional de Acreditación (CNA-Chile) por un período de 5 años (de un máximo de 7), desde julio de 2022 hasta julio de 2027.Figura en la posición 26 dentro de las universidades chilenas según la clasificación webométrica SCImago Institutions Rankings (SIR) 2024.Está en la posición 35 según el ranking de Webometrics 2024.

## Historia
Llamada así por el militar y marino chileno Arturo Prat, su historia se remonta a 1961, cuando un grupo de profesionales de la Universidad de Chile, entre otros Jorge Ochoa, José Steinberg, Leonel Lamagdeleine y Laura Müller, y agrupados como Asociación de Profesionales de Iquique, hacen intensas gestiones para traer la educación superior a la ciudad. El 10 de mayo de 1965, la Universidad de Chile instala el Centro Universitario (con un programa de carreras técnicas), dependiente de la Oficina de Coordinación de Centros Universitarios, creada en 1964 por el Rector de la Universidad de Chile, Eugenio González. Su primera matrícula contó con 180 alumnos quienes se ubicaron en el actual Liceo Politécnico de Iquique. Su primer director fue Dagoberto Campos.
A partir de 1966, el centro se traslada al antiguo edificio del Seguro Obrero, en la intersección de las calles Serrano y Ramírez, transformándose en 1968 en Sede de la Universidad de Chile, e impartiendo las primeras carreras de pregrado (Pedagogía en Biología, Matemáticas e Inglés). Su primer Director fue José Luis Rederman.
En 1970 es electo el primer Vicerrector del centro, Guillermo Kirst Harkness, quién amplió la oferta académica con las carreras de Educación Musical y Educación Parvularia. En esta época (1972), un grupo de universitarios efectúa una toma de terrenos en el sector de Playa Brava, al sur de la ciudad, debido a la deficiente infraestructura del centro y a la nula respuesta de las autoridades locales de la época. Los primeros pabellones fueron construidos a comienzos de 1973 (actualmente queda solo uno en pie).
Para el Golpe de Estado en Chile de 1973, y con el quiebre de la institucionalidad democrática, fue designado Vicerrector Máximo Valdívia Urízar. Durante la reforma a la educación superior, efectuada durante la dictadura militar, la sede regional de la Universidad de Chile se transforma en 1981 en el Instituto Profesional de Iquique, El 14 de diciembre de 1984, a través de la ley 18.368 se crea la Universidad Arturo Prat, siendo esta continuadora legal del Instituto Profesional de Iquique.
Durante la primera década del siglo XXI, además de la casa central y las sedes de la universidad, existieron diversos centros universitarios, también llamados centros de educación a distancia (CECAD), ubicados entre la  Región Metropolitana y la  Región de Los Lagos.

## Organización

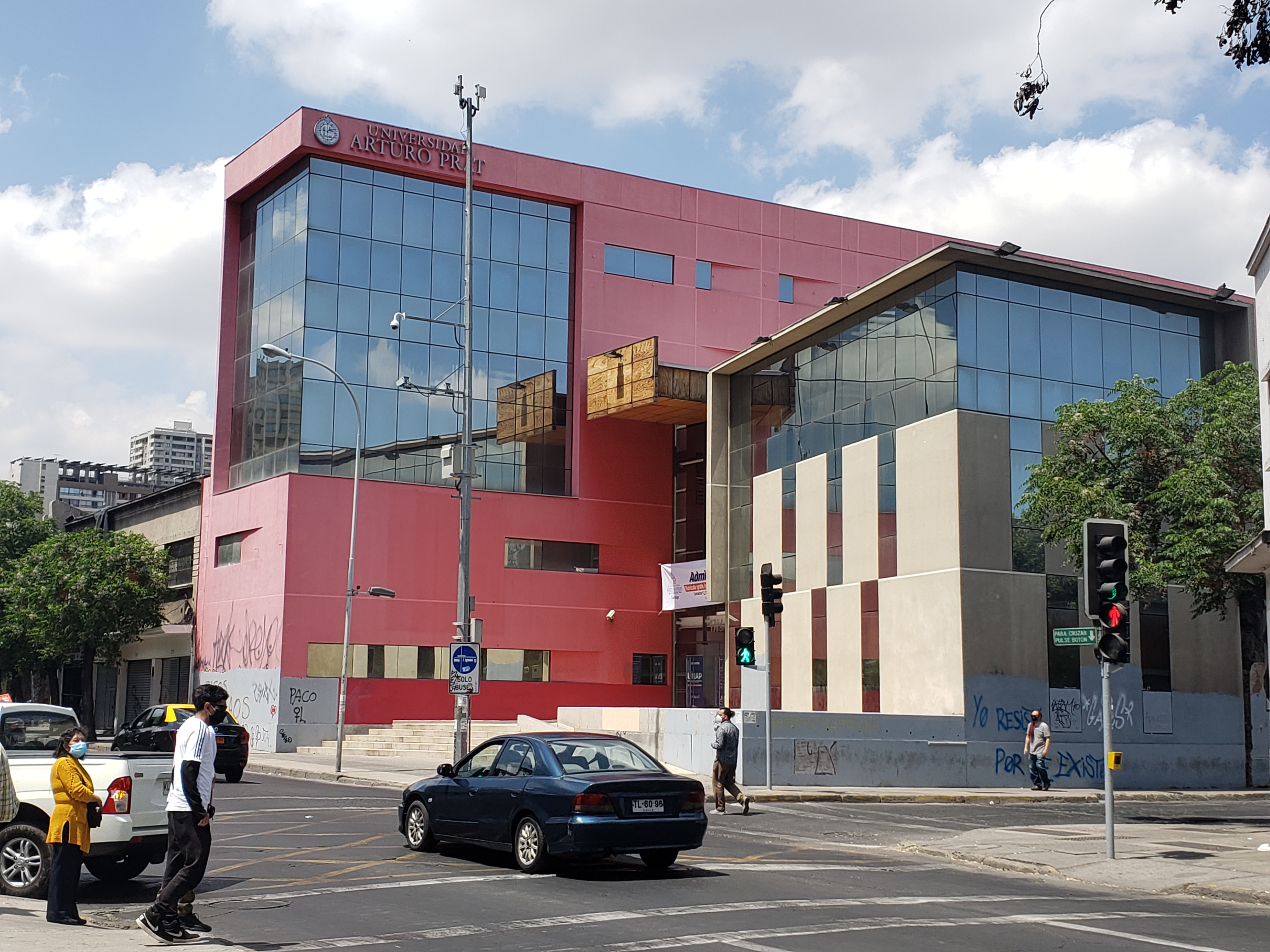
Departamento de Formación Técnica, Santiago.

La Universidad Arturo Prat cuenta con una casa central, una sede y cuatro centro docentes y de vinculación a nivel nacional, seis facultades, dos centros y seis institutos, además de otros organismos. Su sede está ubicada en Victoria, mientras que sus cuatro Centro Docentes y de Vinculación se ubican en Arica, Calama, Antofagasta y Santiago.

### Sedes
La Universidad Arturo Prat una sede ubicada en la comuna de Victoria y cuatro Centros Docentes y de Vinculación ubicados en Arica, Calama, Antofagasta y Santiago, además de su casa central en la ciudad de Iquique.

#### Casa Central - Iquique
Está situada frente a la denominada Playa Brava de Iquique, en ella se encuentran la Rectoría, la mayoría de las carreras de pregrado, el Centro Multimedial de Discapacitados, el Instituto de Estudios Internacionales, la Federación de Estudiantes (FEUNAP) y un gimnasio techado, entre otras instalaciones. También en Iquique, se encuentran los Campus Huayquique, Baquedano, Edificio de Kinesiología y la Estación Experimental Canchones.
Actualmente, el Rector de la casa de estudios para el período 2024-2027 es Alberto Alejandro Martínez Quezada.

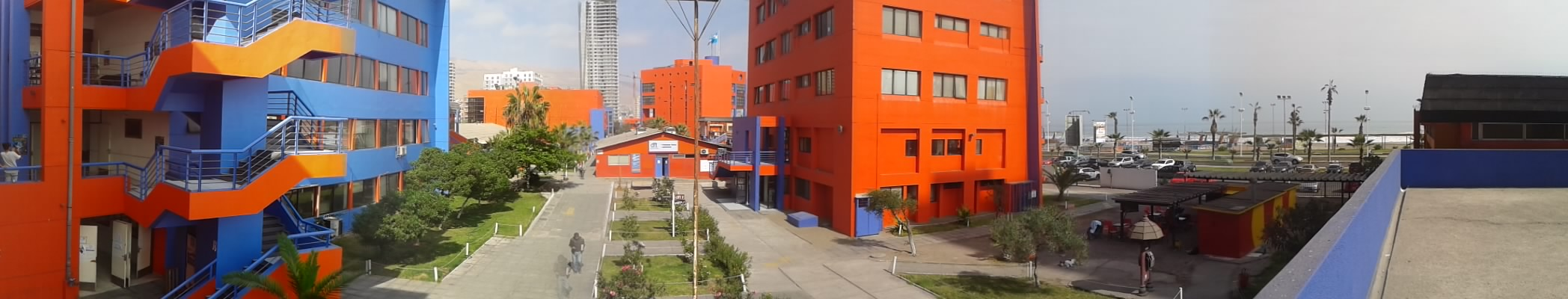
Panorama de la Universidad Arturo Prat desde el centro de recursos pedagógicos.

#### Centro Docente y de Vinculación Arica
La sede Arica de la UNAP, creada como centro en 1990 y transformada en sede el 2003. Como una alternativa para un grupo de trabajadores que buscaban planes de educación superior permanente, asunto que no tenía acogida en esos tiempos en Arica.
En 1996 asume el desafío de acoger a los alumnos de la desaparecida Universidad Contemporánea de la ciudad. Para ello, habilita 7 salas en el Centro Comercial Shopping Center, y en 1997, se define como Centro Universitario, ofreciendo alternativas académicas para los Trabajadores. En conjunto, se traslada a su actual ubicación: Avenida Santa María N.º 2998.
En el año 2003, se firmó un convenio de arrendamiento a largo plazo con un empresario local, lo que ha permitido contar con una infraestructura nueva y adecuada para realizar las actividades docentes a un buen nivel.
Es así como hoy la Universidad ha dotado de equipamiento, biblioteca, laboratorios de computación, salas de estudios, cuerpo académico y administrativo pertinente que satisface los requerimientos de los usuarios.
En esta sede se imparten carreras de pregrado con ingreso especial y programas de postgrado a nivel de magíster, ejecutando actividades de investigación con la Corporación de Desarrollo de Arica en acuicultura, e igualmente acciones de extensión académica y cultural.
En 2014 se definió como Centro Docente y de Vinculación. Su directora es Ana María Vargas.

#### Centro Docente y de Vinculación Calama
La sede Calama de la UNAP fue creada como centro en el año 1989 y evolucionó a sede en el año 2003. Esta sede nace ante una demanda hecha por trabajadores de Codelco - División Chuquicamata para realizar continuidad de estudios.
Durante muchos años, contó con infraestructura con salas de clases, biblioteca, laboratorios de computación y cuerpo académico de jornada completa. Además, se desarrollaron actividades permanentes de extensión académica y cultural.
En 2014 se definió como Centro Docente y de Vinculación (CDV).
En noviembre de 2018, se anunció que el CDV de Calama no impartiría carreras técnicas ni profesionales durante el año siguiente (2019), sin embargo, ello no significaba el cierre definitivo del centro. En 2020 sus instalaciones fueron trasladadas a un edificio ubicado entre Chorrillos y calle Nueva 2, a una cuadra de la avenida Balmaceda.
En diciembre de 2022 fue aprobado el plan de cierre del centro.

#### Centro Docente y de Vinculación Antofagasta
Ubicado en Almirante Juan José Latorre 2901, fue creado como centro en el año 1990 y evoluciona a sede en 2003. Nace como resultado de los convenios con el Colegio de Contadores y la Administración Pública, siendo los programas de Contador Público y Contador Auditor los primeros en dictarse. Otra de sus carreras más antiguas fue Ingeniería de Ejecución en Administración de Empresas con mención en Administración Pública, con énfasis en el desarrollo profesional de los funcionarios públicos. Esta carrera ya no se imparte en la actualidad.
Sus primeras instalaciones se ubicaban en dependencias de la filial Antofagasta del Colegio de Contadores de Chile. Con el paso del tiempo, se trasladó a otras ubicaciones, en el centro de la ciudad. En el año 2006, fueron inauguradas sus actuales dependencias las que incorporan infraestructura de primer nivel, 21 aulas, biblioteca, sala de estudio y 4 laboratorios de computación y ciencias.
En el año 2014 se definió como Centro Docente y de Vinculación.
Su actual oferta académica se conforma dos carreras técnicas y siete carreras profesionales, pertenecientes todas ellas a la modalidad de continuidad de estudios para técnicos y profesionales egresados de carreras de ocho semestres de duración. Además, en este centro se desarrollan acciones de capacitación, extensión artística y de vinculación con el medio.
Su director es Nicolás Franz Goyenechea, quien asumió funciones en 2014.

#### Centro Docente y de Vinculación Santiago
La Sede Santiago de la UNAP, creada como centro en el año 1989 y transformada en sede en 1997, nace por una solicitud del Ministerio del Interior y del Colegio de Contadores de Chile, con el fin de perfeccionar a sus funcionarios. En la actualidad se imparten programas de continuidad de estudios para egresados y titulados de carreras técnicas, programas de postgrado y algunas carreras técnicas.
En el año 2014 se definió como Centro Docente y de Vinculación.
Además, se desarrolla en ella investigación científica financiada por el Sistema Nacional de Ciencia y Tecnología, además de fuentes de financiamiento público y privado, ejecutándose también programas permanentes de extensión académica y cultural.
La mesa central está ubicada en San Pablo 1796, esquina Almirante Barroso, Metro Santa Ana, Santiago y actualmente su director es Evadil Ayala Riquelme.

#### Sede Victoria
Ubicada en la Región de la Araucanía, esta sede de la UNAP funciona a partir del año 1991 en respuesta a la solicitud que hiciera su alcalde, fundamentada en el requerimiento de la comunidad por contar con una Casa de Estudios Superiores, ya que anteriormente existió ahí una escuela normal y luego en el mismo recinto una sede de la Pontificia Universidad Católica, ofreciendo para su funcionamiento infraestructura física en comodato.
Actualmente esta sede, cuenta con un campus universitario propio con infraestructura adecuada, donde se imparten Carreras de Pregrado con ingreso PSU, Pregrado Trabajadores, Programas de Postgrado y Carreras Técnicas. Asimismo, se desarrolla investigación y programas de extensión académica y cultural en forma permanente.
Su director es Juan Pablo López y su dirección es Avenida O'Higgins 0195, Victoria.

### Facultades
La Universidad Arturo Prat posee las siguientes facultades:
| - Facultad de Ciencias Empresariales - Ingeniería Comercial - Contador Público y Auditor - Ingeniería en Información y Control de Gestión - Ingeniería en Control de Gestión - Programa Continuidad de Estudios (Arica, Iquique, Antofagasta y Santiago) - Ingeniería en Administración de Empresas - Programa Continuidad de Estudios (Arica, Iquique, Antofagasta, Santiago y Victoria) - Ingeniería Comercial mención Administración de Empresas - Continuidad de Estudios para Técnicos (Iquique, Antofagasta y Santiago) - Ingeniería Comercial mención Administración de Empresas - Continuidad de Estudios para Profesionales (Arica, Iquique, Antofagasta, Santiago y Victoria) - Ingeniería en Administración Logística - Programa Continuidad de Estudios (Arica, Iquique, Antofagasta y Santiago) - Ingeniería en Comercio Internacional - Programa Continuidad de Estudios (Iquique) - Facultad de Ciencias Jurídicas y Políticas - Derecho - Derecho (Sede Victoria) - Trabajo Social - Facultad de Ciencias Humanas - Sociología - Educación Parvularia - Pedagogía en Educación Básica - Pedagogía en Educación Diferencial mención Dificultades de aprendizaje - Pedagogía en Matemática y Física - Pedagogía en Lengua Castellana y Comunicación - Pedagogía en Inglés - Traducción Inglés Español - Pedagogía en Educación Física - Facultad de Ciencias de la Salud - Kinesiología - Kinesiología (Sede Victoria) - Enfermería - Enfermería (Sede Victoria) - Química y Farmacia - Psicología - Psicología (Sede Victoria) - Odontología - Fonoaudiología | - Facultad de Recursos Naturales Renovables - Agronomía - Biología Marina - Ingeniería en Biotecnología - Ingeniería de Ejecución Agrícola - Continuidad de Estudios (Arica) - Facultad de Ingeniería y Arquitectura - Ingeniería Civil Industrial - Ingeniería Civil en Computación e Informática - Ingeniería Civil Metalúrgica - Ingeniería Civil Ambiental - Ingeniería Civil en Minas - Ingeniería Civil Electrónica - Arquitectura - Ingeniería en Prevención de Riesgos - Programa Continuidad de Estudios (Arica, Iquique, Santiago, Victoria y Online) - Ingeniería de Ejecución Industrial - Programa Continuidad de Estudios (Iquique, Antofagasta y Santiago) - Ingeniería Civil Industrial mención Gestión - Programa Continuidad de Estudios (Iquique, Antofagasta y Santiago) |

### Centros, Institutos y Extensión
La Universidad Arturo Prat posee una serie de Institutos y Centros de Investigación nombrados a continuación:
- Instituto de Etnofarmacología (IDE)
- Instituto de Estudios Internacionales (INTE) (creado en 1998)
- Instituto de Estudios de la Salud
- Instituto de Ciencias y Tecnología de Puerto Montt
- Instituto de Ciencias y Tecnología de Concepción
- Instituto de Estudios Andinos, Isluga (creado en 1997)
- Centro de Investigaciones del Hombre en el Desierto (CIHDE)
- Centro Multimedial de Discapacitados (CEMDIS) (creado en 1999)
- Centro de Investigación en Medio Ambiente (CENIMA)
- Centro de Investigaciones Pedagógicas
- Centro Tecnológico Minero (Arica, Iquique, Calama y Antofagasta).
- Centro de Extensión Cultural Palacio Astoreca
- Colegio Universitario de Iquique (creado en 2006).
- Escuela Moderna de las Artes y las comunicaciones.
- Teatro Universitario Expresión (creado en 1979).